# جو سيموندس
جو سيموندس (بالإنجليزية: Joe Symonds)‏ مواليد 28 ديسمبر 1894 في بليموث - الوفاة 04 مارس 1953 في بليموث، كان ملاكم محترف بريطاني صنّف ضمن فئة وزن الذبابة.

## إحصائيات
خاض خلال مسيرته 140 نزالا، فاز في 98 وتعادل في 12 وخسر في 28. فاز بالضربة القاضية في 43 نزالا.

## روابط خارجية
- جو سيموندس على موقع بوكس ريك (الإنجليزية) (registration required)